# Tajvan a 2012. évi nyári olimpiai játékokon
Tajvan a nagy-britanniai Londonban megrendezett 2012. évi nyári olimpiai játékok egyik részt vevő nemzete volt. Az országot az olimpián 14 sportágban 44 sportoló képviselte, akik összesen 2 érmet szereztek.

## Érmesek
| Érem  | Versenyző      | Sportág    | Versenyszám    |
| ----- | -------------- | ---------- | -------------- |
| Ezüst | Hsu Shu-Ching  | Súlyemelés | Női 53 kg      |
| Bronz | Tseng Li-Cheng | Taekwondo  | Női pehelysúly |

## Asztalitenisz
Férfi
| Versenyző       | Versenyszám | Selejtező         | 64-es főtábla     | 48-as főtábla     | 32-es főtábla                                | Nyolcaddöntő                                             | Negyeddöntő                                  | Elődöntő                                        | Döntő                                                                            | Helyezés |
| Versenyző       | Versenyszám | Ellenfél Eredmény | Ellenfél Eredmény | Ellenfél Eredmény | Ellenfél Eredmény                            | Ellenfél Eredmény                                        | Ellenfél Eredmény                            | Ellenfél Eredmény                               | Ellenfél Eredmény                                                                | Helyezés |
| --------------- | ----------- | ----------------- | ----------------- | ----------------- | -------------------------------------------- | -------------------------------------------------------- | -------------------------------------------- | ----------------------------------------------- | -------------------------------------------------------------------------------- | -------- |
| Chuan Chih-Yuan | Egyes       | erőnyerő          | erőnyerő          | erőnyerő          | Zwickl Dániel (HUN) · 11–8, 11–8, 11–6, 11–9 | Andrej Gaćina (CRO) · 11–8, 11–5, 11–4, 7–11, 3–11, 11–5 | Adrian Crișan (ROU) · 11–3, 11–4, 11–4, 11–5 | Vang Hao (CHN) · 13–11, 2–11, 10–12, 6–11, 9–11 | Bronzmérkőzés · Dimitrij Ovtcharov (GER) · 10–12, 11–9, 11–8, 11–13, 5–11, 12–14 | 4.       |

Női
| Versenyző   | Versenyszám | Selejtező         | 64-es főtábla     | 48-as főtábla                                                      | 32-es főtábla                                        | Nyolcaddöntő      | Negyeddöntő       | Elődöntő          | Döntő             | Helyezés |
| Versenyző   | Versenyszám | Ellenfél Eredmény | Ellenfél Eredmény | Ellenfél Eredmény                                                  | Ellenfél Eredmény                                    | Ellenfél Eredmény | Ellenfél Eredmény | Ellenfél Eredmény | Ellenfél Eredmény | Helyezés |
| ----------- | ----------- | ----------------- | ----------------- | ------------------------------------------------------------------ | ---------------------------------------------------- | ----------------- | ----------------- | ----------------- | ----------------- | -------- |
| Chen Szu-Yu | Egyes       | erőnyerő          | erőnyerő          | Tóth Krisztina (HUN) · 10–12, 7–11, 7–11, 15–13, 11–5, 11–5, 13–11 | Feng Tian Wei (SIN) · 6–11, 13–11, 5–11, 10–12, 9–11 | kiesett           | kiesett           | kiesett           | kiesett           | 17.      |
| Huang I-Hua | Egyes       | erőnyerő          | erőnyerő          | Miao Miao (AUS) · 11–7, 11–9, 11–7, 11–4                           | Qian Li (POL) · 7–11, 8–11, 6–11, 3–11               | kiesett           | kiesett           | kiesett           | kiesett           | 17.      |

## Atlétika
Férfi
| Versenyző      | Versenyszám | Előfutam | Előfutam | Előfutam | Elődöntő | Elődöntő | Elődöntő | Döntő   | Döntő    |
| Versenyző      | Versenyszám | Idő      | Hely.    | Össz.    | Idő      | Hely.    | Össz.    | Idő     | Helyezés |
| -------------- | ----------- | -------- | -------- | -------- | -------- | -------- | -------- | ------- | -------- |
| Chang Chia-Che | Maraton     |          |          |          |          |          |          | 2:29:58 | 77.      |
| Chen Chieh     | 400 m gát   | 50,27    | 6.       | 32.*     | kiesett  | kiesett  | kiesett  | kiesett | kiesett  |

| Versenyző        | Versenyszám | Selejtező | Selejtező | Döntő    | Döntő    |
| Versenyző        | Versenyszám | Eredmény  | Helyezés  | Eredmény | Helyezés |
| ---------------- | ----------- | --------- | --------- | -------- | -------- |
| Lin Ching-Hsuan  | Távolugrás  | 738 cm    | 33.*      | kiesett  | kiesett  |
| Chang Ming-Huang | Súlylökés   | 20,25 m   | 12.       | 19,99 m  | 12.      |

Női
| Versenyző     | Versenyszám   | Selejtező | Selejtező | Döntő    | Döntő    |
| Versenyző     | Versenyszám   | Eredmény  | Helyezés  | Eredmény | Helyezés |
| ------------- | ------------- | --------- | --------- | -------- | -------- |
| Lin Chia-Ying | Súlylökés     | 17,43 m   | 26.       | kiesett  | kiesett  |
| Li Wen-Hua    | Diszkoszvetés | 59,91 m   | 22.       | kiesett  | kiesett  |

* - egy másik versenyzővel azonos eredményt ért el

## Cselgáncs
Férfi
| Versenyző  | Versenyszám | Selejtező         | 32-es főtábla                               | Nyolcaddöntő      | Negyeddöntő       | Elődöntő          | Vigaszág elődöntő | Bronz- mérkőzés   | Döntő             | Helyezés |
| Versenyző  | Versenyszám | Ellenfél Eredmény | Ellenfél Eredmény                           | Ellenfél Eredmény | Ellenfél Eredmény | Ellenfél Eredmény | Ellenfél Eredmény | Ellenfél Eredmény | Ellenfél Eredmény | Helyezés |
| ---------- | ----------- | ----------------- | ------------------------------------------- | ----------------- | ----------------- | ----------------- | ----------------- | ----------------- | ----------------- | -------- |
| Tu Kai-Wen | Harmatsúly  | erőnyerő          | Hasbátarín Cagánbátar (MGL) · 001(0)–011(1) | kiesett           | kiesett           | kiesett           |                   |                   |                   | 17.      |

## Evezés
Férfi
| Versenyző     | Versenyszám  | Előfutam | Előfutam | Vigaszág | Vigaszág | Negyeddöntő | Negyeddöntő | Elődöntő | Elődöntő | Elődöntő | Döntő | Döntő   | Döntő | Helyezés |
| Versenyző     | Versenyszám  | Idő      | Hely.    | Idő      | Hely.    | Idő         | Hely.       | Típus    | Idő      | Hely.    | Típus | Idő     | Hely. | Helyezés |
| ------------- | ------------ | -------- | -------- | -------- | -------- | ----------- | ----------- | -------- | -------- | -------- | ----- | ------- | ----- | -------- |
| Wang Ming-Hui | Egypárevezős | 7:15,77  | 4.       | 7:16,84  | 3.       |             |             | E/F      | 7:33,18  | 1.       | E     | 7:33,28 | 2.    | 26.      |

## Íjászat
Férfi
| Versenyző                                   | Versenyszám | Selejtező | Selejtező | 64-es főtábla                   | 32-es főtábla                   | Nyolcaddöntő                                                                          | Negyeddöntő                        | Elődöntő          | Döntő             | Helyezés |
| Versenyző                                   | Versenyszám | Pont      | Kiemelt   | Ellenfél Eredmény               | Ellenfél Eredmény               | Ellenfél Eredmény                                                                     | Ellenfél Eredmény                  | Ellenfél Eredmény | Ellenfél Eredmény | Helyezés |
| ------------------------------------------- | ----------- | --------- | --------- | ------------------------------- | ------------------------------- | ------------------------------------------------------------------------------------- | ---------------------------------- | ----------------- | ----------------- | -------- |
| Kuo Cheng-Wei                               | Egyéni      | 660       | 40.       | Elías Malavé (VEN) (25.) · 6–5  | Ahmed El-Nemr (EGY) (57.) · 6–2 | Markijan Ivasko (UKR) (24.) · 6–0                                                     | Rick van der Ven (NED) (16.) · 0–6 | kiesett           | kiesett           | 5.       |
| Wang Cheng-Pang                             | Egyéni      | 663       | 33.       | Daniel Pineda (COL) (32.) · 6–0 | Im Donghjon (KOR) (1.) · 4–6    | kiesett                                                                               | kiesett                            | kiesett           | kiesett           | 17.      |
| Chen Yu-Cheng                               | Egyéni      | 649       | 54.       | Mauro Nespoli (ITA) (11.) · 6–2 | Viktor Ruban (UKR) (43.) · 0–6  | kiesett                                                                               | kiesett                            | kiesett           | kiesett           | 17.      |
| Chen Yu-Cheng Kuo Cheng-Wei Wang Cheng-Pang | Csapat      | 1972      | 11.       |                                 |                                 | Olaszország (ITA) · Michele Frangilli · Marco Galiazzo · Mauro Nespoli (6.) · 206–212 | kiesett                            | kiesett           | kiesett           | 9.       |

Női
| Versenyző                                                        | Versenyszám | Selejtező | Selejtező | 64-es főtábla                           | 32-es főtábla                        | Nyolcaddöntő                          | Negyeddöntő                                                                                               | Elődöntő          | Döntő             | Helyezés |
| Versenyző                                                        | Versenyszám | Pont      | Kiemelt   | Ellenfél Eredmény                       | Ellenfél Eredmény                    | Ellenfél Eredmény                     | Ellenfél Eredmény                                                                                         | Ellenfél Eredmény | Ellenfél Eredmény | Helyezés |
| ---------------------------------------------------------------- | ----------- | --------- | --------- | --------------------------------------- | ------------------------------------ | ------------------------------------- | --- | ----------------- | ----------------- | -------- |
| Tan Ja-ting (Tan Ya-Ting)                                        | Egyéni      | 671       | 3.        | Nathalie Dielen (SUI) (25.) · 6–4       | Elena Richter (GER) (30.) · 6–2      | Pia Carmen Lionetti (ITA) (19.) · 2–6 | kiesett                                                                                                   | kiesett           | kiesett           | 9.       |
| Lin Csia-en (Lin Jia-En)                                         | Egyéni      | 667       | 5.        | Nurul Syafiqah Hashim (MAS) (60.) · 6–2 | Berengere Schuh (FRA) (37.) · 5–6    | kiesett                               | kiesett                                                                                                   | kiesett           | kiesett           | 17.      |
| Le Chien-Ying                                                    | Egyéni      | 638       | 39.       | Begül Löklüoğlu (TUR) (25.) · 6–0       | Carina Christiansen (DEN) (7.) · 4–6 | kiesett                               | kiesett                                                                                                   | kiesett           | kiesett           | 17.      |
| Tan Ja-ting (Tan Ya-Ting) Le Chien-Ying Lin Csia-en (Lin Jia-En) | Csapat      | 1976      | 3.        |                                         |                                      | erőnyerő                              | Oroszország (RUS) · Inna Sztyepanova · Kszenyija Perova · Krisztyina Tyimofejeva (6.) · 216 (26)–216 (28) | kiesett           | kiesett           | 5.       |

## Kerékpározás

### Országúti kerékpározás
Női
| Versenyző    | Versenyszám   | Idő             | Helyezés        |
| ------------ | ------------- | --------------- | --------------- |
| Hsiao Mei Yu | Mezőnyverseny | limitidőn kívül | limitidőn kívül |

### Pálya-kerékpározás
Omnium
| Versenyző    | Versenyszám | 200 méter | 200 méter | 20 km-es pontverseny | 20 km-es pontverseny | Kieséses verseny | 3 km-es egyéni üldözőverseny | 3 km-es egyéni üldözőverseny | 10 km-es scratch | 10 km-es scratch | 500 m-es időfutam | 500 m-es időfutam | Összesítés | Összesítés |
| Versenyző    | Versenyszám | Idő       | Hely.     | Pont                 | Hely.                | Hely.            | Eredmény                     | Hely.                        | Lekörözés        | Hely.            | Idő               | Hely.             | Pont       | Helyezés   |
| ------------ | ----------- | --------- | --------- | -------------------- | -------------------- | ---------------- | ---------------------------- | ---------------------------- | ---------------- | ---------------- | ----------------- | ----------------- | ---------- | ---------- |
| Hsiao Mei Yu | Női         | 14,662    | 11.       | 2                    | 17.                  | 17.              | 3:49,051                     | 16.                          | 0                | 15.              | 36,482            | 9.                | 85         | 17.        |

## Sportlövészet
Női
| Versenyző      | Versenyszám   | Selejtező | Selejtező | Döntő   | Döntő    |
| Versenyző      | Versenyszám   | Pont      | Helyezés  | Pont    | Helyezés |
| -------------- | ------------- | --------- | --------- | ------- | -------- |
| Yu Ai Wen      | Légpisztoly   | 375       | 36.       | kiesett | kiesett  |
| Tien Chia Chen | Légpisztoly   | 378       | 27.       | kiesett | kiesett  |
| Tien Chia Chen | Sportpisztoly | 580       | 16.       | kiesett | kiesett  |
| Lin Yi-Chun    | Trap          | 68        | 10.       | kiesett | kiesett  |

## Súlyemelés
Férfi
| Versenyző                      | Versenyszám | Szakítás | Szakítás | Lökés    | Lökés    | Összesen | Helyezés |
| Versenyző                      | Versenyszám | Eredmény | Helyezés | Eredmény | Helyezés | Összesen | Helyezés |
| ------------------------------ | ----------- | -------- | -------- | -------- | -------- | -------- | -------- |
| Csen Si-csie (Chen Shih-chieh) | +105 kg     | 182      | 13.      | 236      | 6.       | 418      | 10.      |

Női
| Versenyző       | Versenyszám | Szakítás | Szakítás | Lökés    | Lökés    | Összesen | Helyezés |
| Versenyző       | Versenyszám | Eredmény | Helyezés | Eredmény | Helyezés | Összesen | Helyezés |
| --------------- | ----------- | -------- | -------- | -------- | -------- | -------- | -------- |
| Hsu Shu-Ching   | 53 kg       | 96       | 2.       | 123      | 2.       | 219      |          |
| Kuo Hsing-Chun  | 58 kg       | 99       | 12.      | 129      | 5.       | 228      | 8.       |
| Huang Shih-Chun | 69 kg       | 110      | 8.       | 131      | 8.       | 241      | 7.       |

## Taekwondo
Férfi
| Versenyző     | Versenyszám | Nyolcaddöntő              | Negyeddöntő                        | Elődöntő          | Vigaszág elődöntő | Bronz- mérkőzés   | Döntő             | Helyezés |
| Versenyző     | Versenyszám | Ellenfél Eredmény         | Ellenfél Eredmény                  | Ellenfél Eredmény | Ellenfél Eredmény | Ellenfél Eredmény | Ellenfél Eredmény | Helyezés |
| ------------- | ----------- | ------------------------- | ---------------------------------- | ----------------- | ----------------- | ----------------- | ----------------- | -------- |
| Wei Chen-Yang | Légsúly     | Lê Huỳnh Châu (VIE) · 5–1 | Alekszej Gyenyiszenko (RUS) · 7–10 | kiesett           |                   |                   |                   | 9.       |

Női
| Versenyző      | Versenyszám | Nyolcaddöntő                  | Negyeddöntő                  | Elődöntő                | Vigaszág elődöntő | Bronz- mérkőzés            | Döntő             | Helyezés |
| Versenyző      | Versenyszám | Ellenfél Eredmény             | Ellenfél Eredmény            | Ellenfél Eredmény       | Ellenfél Eredmény | Ellenfél Eredmény          | Ellenfél Eredmény | Helyezés |
| -------------- | ----------- | ----------------------------- | ---------------------------- | ----------------------- | ----------------- | -------------------------- | ----------------- | -------- |
| Yang Shu-Chun  | Légsúly     | Sumeyye Manz (GER) · 10–3     | Chanatip Sonkham (THA) · 0–6 | kiesett                 |                   |                            |                   | 9.       |
| Tseng Li-Cheng | Pehelysúly  | Rangsiya Nisaisom (THA) · 4–1 | Andrea Paoli (LIB) · 5–2     | Jade Jones (GBR) · 6–10 |                   | Suvi Mikkonen (FIN) · 14–2 |                   |          |

## Tenisz
Férfi
| Versenyző    | Versenyszám | 64-es főtábla                                 | 32-es főtábla     | Nyolcaddöntő      | Negyeddöntő       | Elődöntő          | Bronz- mérkőzés   | Döntő             | Helyezés |
| Versenyző    | Versenyszám | Ellenfél Eredmény                             | Ellenfél Eredmény | Ellenfél Eredmény | Ellenfél Eredmény | Ellenfél Eredmény | Ellenfél Eredmény | Ellenfél Eredmény | Helyezés |
| ------------ | ----------- | --------------------------------------------- | ----------------- | ----------------- | ----------------- | ----------------- | ----------------- | ----------------- | -------- |
| Lu Jen-hszun | Egyes       | Málek el-Zsazíri (TUN) · 6–7(10–12), 6–4, 3–6 | kiesett           | kiesett           | kiesett           | kiesett           | kiesett           | kiesett           | 33.      |

Női
| Versenyző                      | Versenyszám | 64-es főtábla                        | 32-es főtábla                                                   | Nyolcaddöntő                                                              | Negyeddöntő                                                      | Elődöntő          | Bronz- mérkőzés   | Döntő             | Helyezés |
| Versenyző                      | Versenyszám | Ellenfél Eredmény                    | Ellenfél Eredmény                                               | Ellenfél Eredmény                                                         | Ellenfél Eredmény                                                | Ellenfél Eredmény | Ellenfél Eredmény | Ellenfél Eredmény | Helyezés |
| ------------------------------ | ----------- | ------------------------------------ | --------------------------------------------------------------- | ------------------------------------------------------------------------- | ---------------------------------------------------------------- | ----------------- | ----------------- | ----------------- | -------- |
| Hszie Su-vej                   | Egyes       | Peng Suaj (CHN) · 3–6, 7–6(7–3), 5–7 | kiesett                                                         | kiesett                                                                   | kiesett                                                          | kiesett           | kiesett           | kiesett           | 33.      |
| Csuang Csia-zsung Hszie Su-vej | Páros       |                                      | India (IND) · Rusmi Csakravarti · Szánija Mirza · 6–1, 3–6, 6–1 | Olaszország (ITA) · Flavia Pennetta · Francesca Schiavone · 6–7, 7–5, 6–4 | Csehország (CZE) · Andrea Hlaváčková · Lucie Hradecká · 3–6, 4–6 | kiesett           | kiesett           | kiesett           | 5.       |

## Tollaslabda
| Versenyző                      | Versenyszám  | Csoportkör | Csoportkör | Nyolcaddöntő                     | Negyeddöntő                                                 | Elődöntő          | Bronz- mérkőzés   | Döntő             | Helyezés |
| Versenyző                      | Versenyszám  | Ellenfél Eredmény | Hely.      | Ellenfél Eredmény                | Ellenfél Eredmény                                           | Ellenfél Eredmény | Ellenfél Eredmény | Ellenfél Eredmény | Helyezés |
| ------------------------------ | ------------ | --- | ---------- | -------------------------------- | ----------------------------------------------------------- | ----------------- | ----------------- | ----------------- | -------- |
| Hsu Jen Hao                    | Férfi egyes  | H csoport · Szon Vanho (KOR) · 14–21, 10–21 · Vlagyimir Ivanov (RUS) · 15–21, 13–21 | 3.         | kiesett                          | kiesett                                                     | kiesett           | kiesett           | kiesett           | 33.      |
| Fang Chieh Min Lee Sheng Mu    | Férfi páros  | A csoport · Kína (CHN) · Cai Yun · Fu Haifeng · 19–21, 13–21 · Németország (GER) · Ingo Kindervater · Johannes Schöttler · 21–15, 21–16 · Ausztrália (AUS) · Ross Smith · Glenn Warfe · 21–14, 21–13                | 2.         |                                  | Dánia (DEN) · Mathias Boe · Carsten Mogensen · 16–21, 18–21 | kiesett           | kiesett           | kiesett           | 5.       |
| Cheng Shao-Chieh               | Női egyes    | C csoport · Neslihan Yiğit (TUR) · 21–10, 21–6 · Simone Prutsch (AUT) · 21–11, 21–9 | 1.         | Gu Juan (SIN) · 21–18, 21–10     | Wang Yihan (CHN) · 14–21, 11–21                             | kiesett           | kiesett           | kiesett           | 5.       |
| Tai Tzu-Ying                   | Női egyes    | K csoport · Anu Nieminen (FIN) · 21–11, 21–14 · Victoria Montero (MEX) · 21–6, 21–10 | 1.         | Li Xuerui (CHN) · 0 16–21, 21–23 | kiesett                                                     | kiesett           | kiesett           | kiesett           | 9.       |
| Cheng Wen-Hsing Chien Yu-Chin  | Női páros    | B csoport · Japán (JPN) · Fudzsii Mizuki · Kakiiva Reika · 21–19, 21–11 · India (IND) · Dzsvála Gutta · Ásvini Ponnappa · 23–25, 21–16, 18–21 · Szingapúr (SIN) · Shinta Mulia Sari · Yao Lei · 18–21, 21–15, 21–15 | 1.         |                                  | Kína (CHN) · Tian Qing · Zhao Yunlei · 10–21, 14–21         | kiesett           | kiesett           | kiesett           | 5.       |
| Chen Hung Ling Cheng Wen-Hsing | Vegyes páros | D csoport · Kína (CHN) · Xu Chen · Ma Jin · 16–21, 20–22 · Thaiföld (THA) · Sudket Prapakamol · Saralee Thoungthongkam · 15–21, 16–21 · Malajzia (MAS) · Chan Peng Soon · Goh Liu Ying · 21–12, 6–21, 21–15         | 3.         |                                  | kiesett                                                     | kiesett           | kiesett           | kiesett           | 8.       |

## Úszás
Férfi
| Versenyző     | Versenyszám    | Előfutam | Előfutam | Előfutam | Elődöntő | Elődöntő | Elődöntő | Döntő   | Döntő    |
| Versenyző     | Versenyszám    | Idő      | Hely.    | Össz.    | Idő      | Hely.    | Össz.    | Idő     | Helyezés |
| ------------- | -------------- | -------- | -------- | -------- | -------- | -------- | -------- | ------- | -------- |
| Hsu Chi-Chieh | 200 m pillangó | 1:59,81  | 6.       | 30.      | kiesett  | kiesett  | kiesett  | kiesett | kiesett  |

Női
| Versenyző      | Versenyszám    | Előfutam | Előfutam | Előfutam | Elődöntő | Elődöntő | Elődöntő | Döntő   | Döntő    |
| Versenyző      | Versenyszám    | Idő      | Hely.    | Össz.    | Idő      | Hely.    | Össz.    | Idő     | Helyezés |
| -------------- | -------------- | -------- | -------- | -------- | -------- | -------- | -------- | ------- | -------- |
| Chen I-Chuan   | 100 m mell     | 1:11,28  | 7.       | 38.      | kiesett  | kiesett  | kiesett  | kiesett | kiesett  |
| Cheng Wan-Jung | 200 m pillangó | 2:14,29  | 4.       | 28.      | kiesett  | kiesett  | kiesett  | kiesett | kiesett  |
| Cheng Wan-Jung | 200 m vegyes   | 2:17,39  | 2.       | 31.      | kiesett  | kiesett  | kiesett  | kiesett | kiesett  |

## Vitorlázás
Férfi
| Versenyző | Versenyszám     | Futam | Futam | Futam | Futam | Futam | Futam | Futam | Futam | Futam | Futam | Futam   | Pontszám | Helyezés |
| Versenyző | Versenyszám     | 1     | 2     | 3     | 4     | 5     | 6     | 7     | 8     | 9     | 10    | É       | Pontszám | Helyezés |
| --------- | --------------- | ----- | ----- | ----- | ----- | ----- | ----- | ----- | ----- | ----- | ----- | ------- | -------- | -------- |
| Chang Hao | Szörfvitorlázás | 33    | 36    | 35    | 36    | 33    | 33    | (37)  | 37    | 24    | 22    | kiesett | 289      | 35.      |

## Vívás
Női
| Versenyző   | Versenyszám       | Selejtező                    | 32-es főtábla                 | Nyolcaddöntő      | Negyeddöntő       | Elődöntő          | Bronz- mérkőzés   | Döntő             | Helyezés |
| Versenyző   | Versenyszám       | Ellenfél Eredmény            | Ellenfél Eredmény             | Ellenfél Eredmény | Ellenfél Eredmény | Ellenfél Eredmény | Ellenfél Eredmény | Ellenfél Eredmény | Helyezés |
| ----------- | ----------------- | ---------------------------- | ----------------------------- | ----------------- | ----------------- | ----------------- | ----------------- | ----------------- | -------- |
| Hsu Jo-Ting | Párbajtőr, egyéni | Mona Hassanein (EGY) · 15–10 | Ana Maria Brânză (ROU) · 8–15 | kiesett           | kiesett           | kiesett           | kiesett           | kiesett           | 32.      |